# AS Pirae
La Association Sportive Pirae (más conocido como AS Pirae) es un club de fútbol de la ciudad de Pirae, en la Polinesia Francesa. Posee diez títulos en la liga local, nueve en la Copa de Tahití, uno en la Supercopa de Tahití, dos en la Copa de Territorios Franceses del Pacífico y uno de la Copa de Campeones de Ultramar.

## Historia
El club fue fundado el 13 de junio de 1948 en la ciudad de Pirae con el nombre CA Pirae, pero en 1970 cambió su nombre por el de AS Pirae; y en 1978 ganó su primer título importante, la Copa de Tahití.
En 1989 logró ganar su primer título de la Primera División de Tahití y en la década de 1990 consiguió ganar otros tres títulos de liga y dos de copa.
En 2001 ganó la Copa TOM, su primer título internacional, y un año más tarde ganó la Copa de Campeones de Ultramar en la década más exitosa del club, en donde también ganaron el título de la Primera División de Tahití en tres ocasiones, la Copa de Tahití dos veces así como el haber alcanzado la final de la Liga de Campeones de la OFC 2006, donde perdieron ante el Auckland City FC de Nueva Zelanda, convirtiéndose en el primer equipo de Tahití en alcanzar la final del torneo más importante a nivel de clubes de Oceanía. Cerró los 2000s siendo, junto al Manu-Ura, el club tahitiano más ganador de la década con 9 títulos.
Luego de haber disputado dos ediciones más de la Liga de Campeones de la OFC (2014 y 2015), en 2015 clasificó a la Copa de Francia, donde se enfrentó al GSI Pontivy, dejando una gran actuación pero cayendo finalmente por un resultado de 6-5.
En diciembre de 2021, la OFC hizo oficial su participación en la Copa Mundial de Clubes 2021, después que el Auckland City tuviera que retirarse debido a las restricciones relativas al COVID-19 en su país, Nueva Zelanda. Así, el 3 de febrero de 2022 el AS Pirae tuvo su primera participación en el Mundial de Clubes compitiendo contra el Al-Jazira, perdiendo 4-1 y quedando en consecuencia eliminado del certamen. participara del antimundial de clubes organizado por la fifarrupta en el año 2025 en rusia

## Palmarés

### Nacionales
- Primera División de Tahití (12): 1989, 1991, 1993, 1994, 2001, 2003, 2006, 2015, 2020, 2021, 2022, 2024.
- Copa de Tahití (9): 1978, 1980, 1984, 1994, 1996, 2000, 2002, 2005 y 2015.
- Supercopa de Tahití (1): 1996.

### Internacionales
- Copa de Territorios Franceses del Pacífico (2): 2001 y 2007.
- Copa de Campeones de Ultramar (1): 2002.

## Participación en competiciones de la OFC
| Temporada | Torneo                | Ronda       | Club                | Resultado  |
| --------- | --------------------- | ----------- | ------------------- | ---------- |
| 2005      | OFC Club Championship | Grupo A     | Sobou               | 5–1        |
| 2005      | OFC Club Championship | Grupo A     | Auckland City       | 1–0        |
| 2005      | OFC Club Championship | Grupo A     | Sydney FC           | 0–6        |
| 2005      | OFC Club Championship | Semifinales | Magenta             | 1–4        |
| 2006      | OFC Club Championship | Grupo A     | Marist              | 10–1       |
| 2006      | OFC Club Championship | Grupo A     | Sobou               | 7–0        |
| 2006      | OFC Club Championship | Grupo A     | Auckland City       | 0–1        |
| 2006      | OFC Club Championship | Semifinales | YoungHeart Manawatu | 2–1        |
| 2006      | OFC Club Championship | Final       | Auckland City       | 1–3        |
| 2013/14   | OFC Champions League  | Grupo A     | Solomon Warriors    | 2–1        |
| 2013/14   | OFC Champions League  | Grupo A     | Kiwi                | 8–0        |
| 2013/14   | OFC Champions League  | Grupo A     | Waitakere United    | 3–1        |
| 2013/14   | OFC Champions League  | Semifinales | Auckland City       | 0–3        |
| 2013/14   | OFC Champions League  | Semifinales | Auckland City       | 2–1        |
| 2014/15   | OFC Champions League  | Grupo A     | Lupe ole Soaga      | 3–3        |
| 2014/15   | OFC Champions League  | Grupo A     | Gaïtcha             | 2–5        |
| 2014/15   | OFC Champions League  | Grupo A     | Ba                  | 0–2        |
| 2022      | OFC Champions League  | 1           | AS Venus            | 0-1 (t.e.) |